# Velehrad
Velehrad este o comună și un sat din districtul Uherské Hradiště din regiunea Zlín din Cehia. Are o populație de aproximativ 1.100 de locuitori. Este cunoscut pentru fosta mănăstire cisterciană cu Bazilica „Adormirea Maicii Domnului” și „Sfinții Chiril și Metodiu”, care este cel mai cunoscut loc de pelerinaj creștin din Cehia.

## Geografie
Velehrad se află la aproximativ 6 kilometri (4 mi) nord-vest de centrul districtului, Uherské Hradiště, și la 23 kilometri (14 mi) sud-vest de Zlín. Cea mai mare parte a teritoriului comunal se află în munții Chřiby, iar cea mai sudică parte a teritoriului comunal se extinde în Dealurile Kyjov. Cel mai înalt punct este Kamenný kopec la 495 metri (1.624 ft) deasupra nivelului mării. Zona cu construcții se află în valea pârâului Salaška.

## Istorie
Prima mențiune scrisă despre Velingrad datează din anului 1141. Cu toate acestea, era numele vechi al vecinului Staré Město, de la care a derivat numele Velehrad.
În 1205, margraful morav Vladislaus al III-lea⁠(d) a întemeiat aici o mănăstire cisterciană. Complexul mănăstiresc romanic a fost terminat în prima jumătate a secolului al XIII-lea.
După ce mănăstirea a fost desființată în 1784 printr-un decret al împăratului Iosif al II-lea, oamenii care au lucrat în mănăstire au fondat o comună. Complexul mănăstiresc dărăpănat a fost reparat treptat la mijlocul secolului al XIX-lea. Din 1890, complexul a fost administrat de Societatea lui Isus. A ajuns un important loc de pelerinaj cu zeci de mii de pelerini care vin anual. În anii 1990, a fost vizitat de două ori de Papa Ioan Paul al II-lea.

## Transporturi

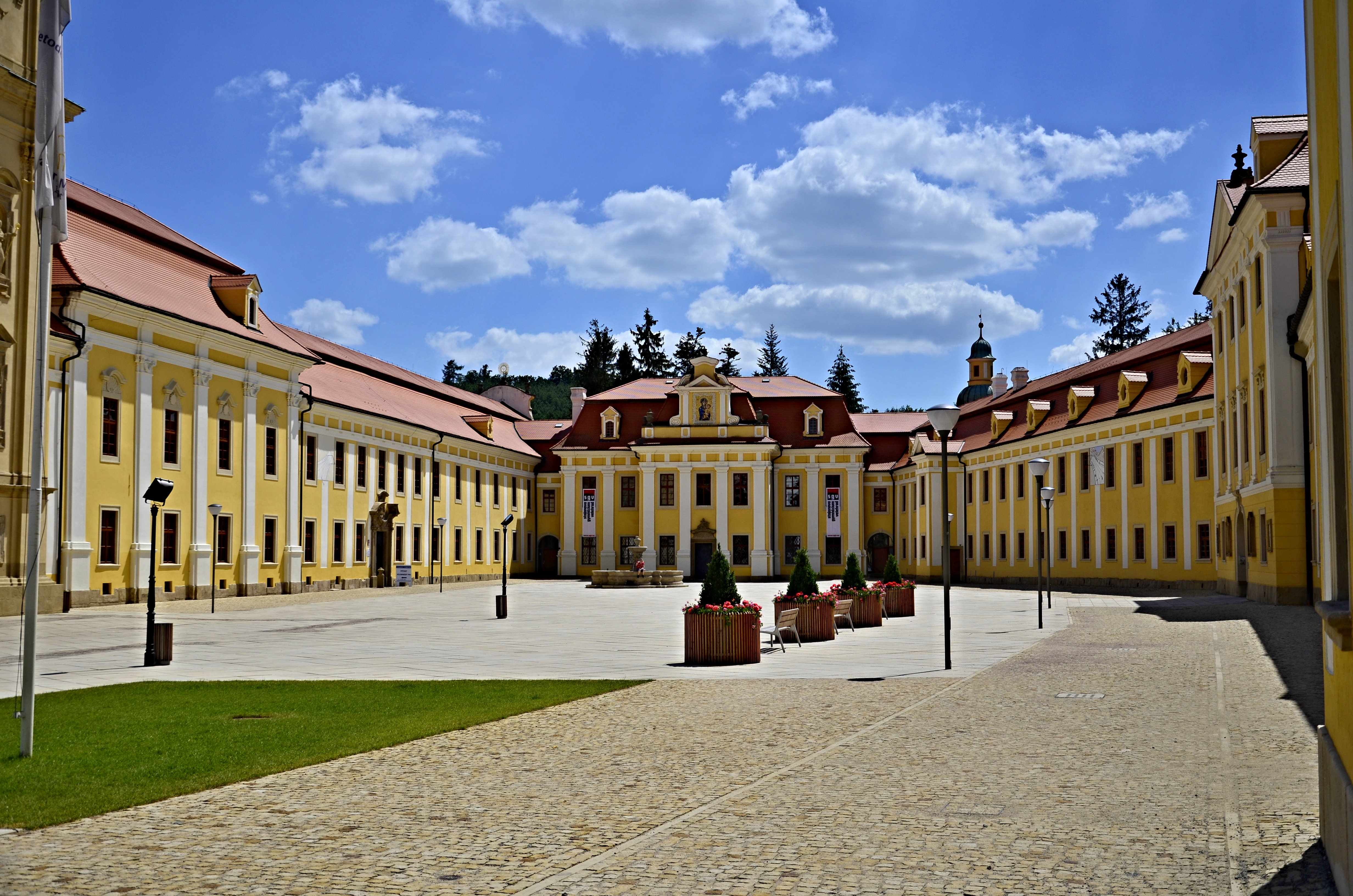
Mănăstirea cisterciană

Nu există căi ferate sau drumuri majore care trec prin comună.

## Obiective turistice

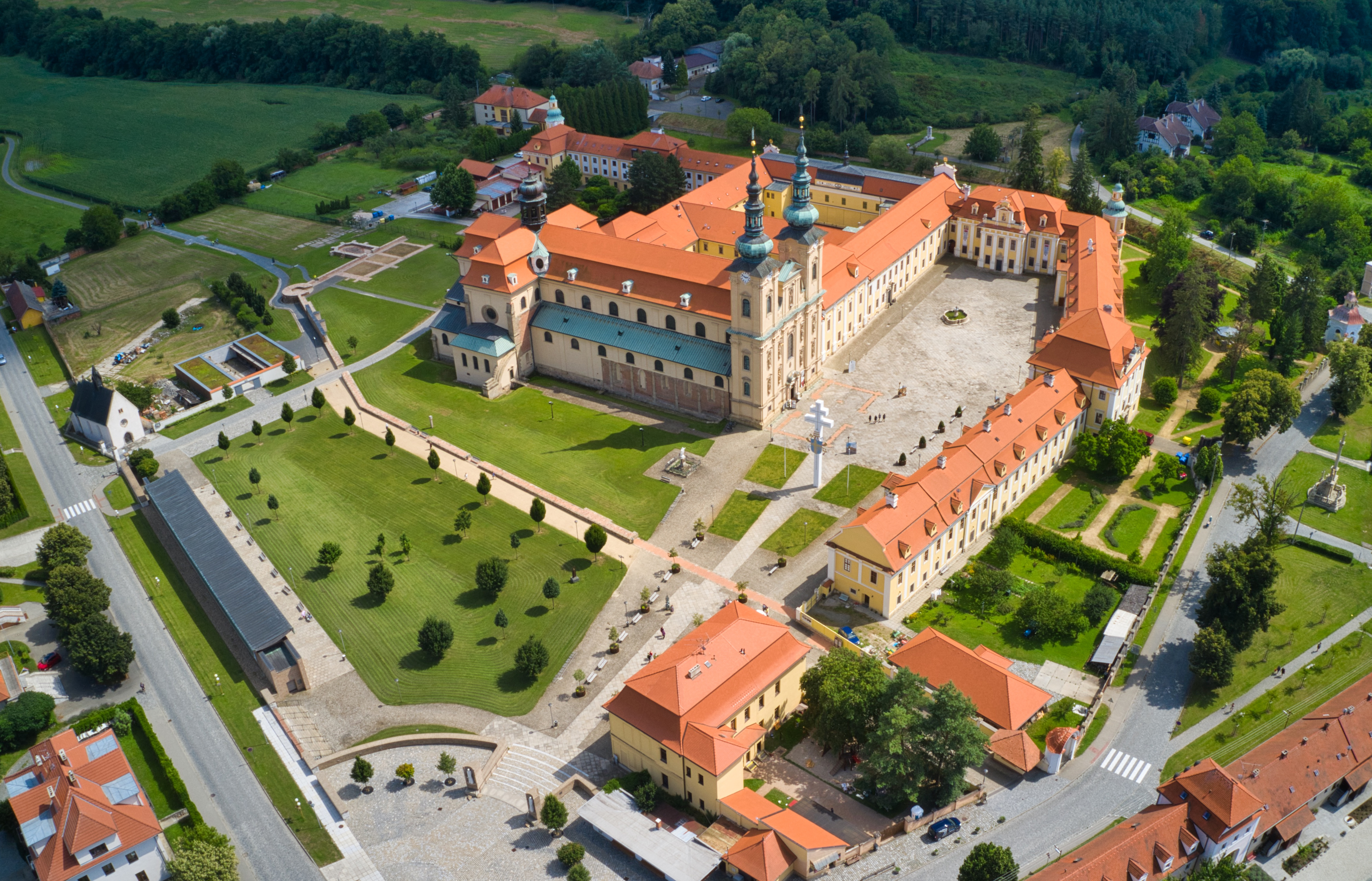
Complex mănăstiresc cu bazilică

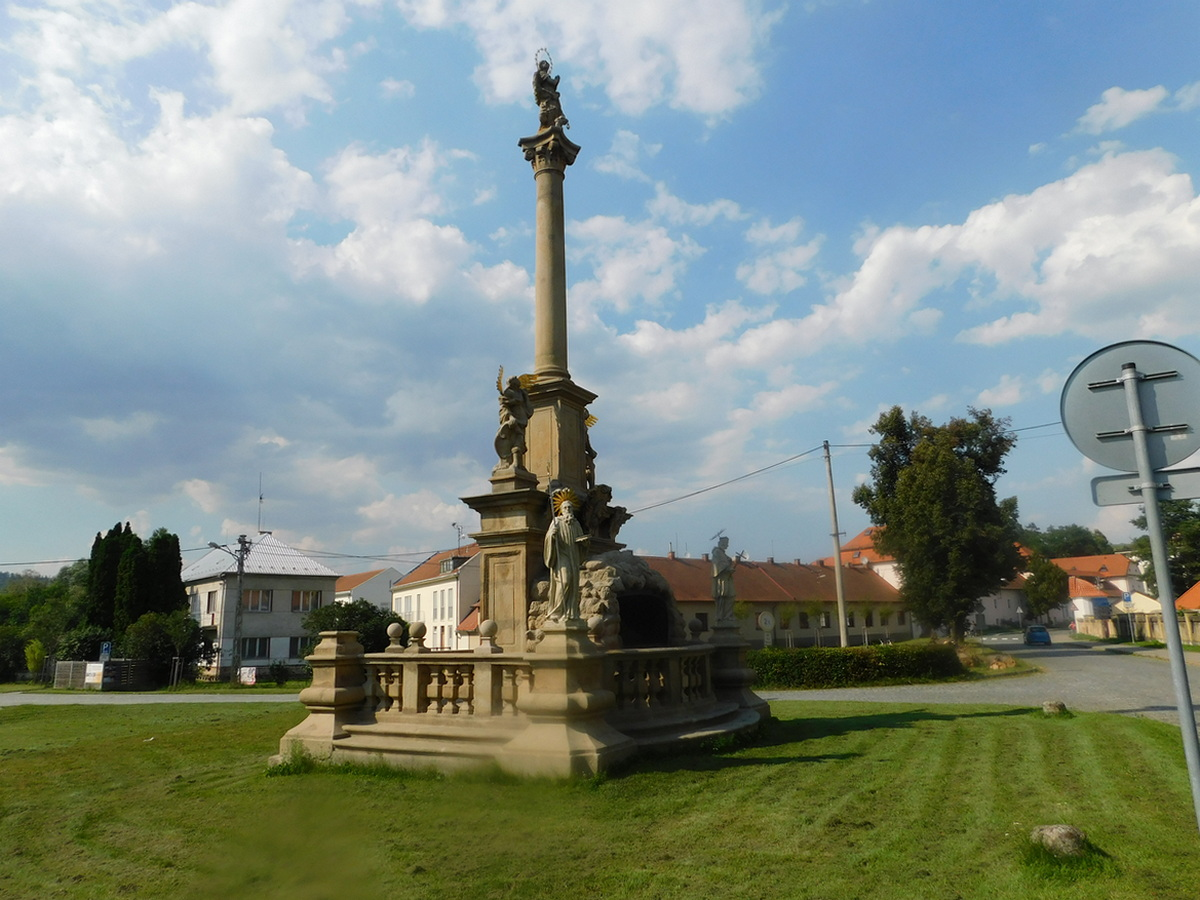
Coloana mariană

Complexul mare al fostei mănăstiri cisterciene cu Bazilica „Adormirea Maicii Domnului” și „Sfinții Chiril și Metodiu” este protejat ca monument cultural național. Este cel mai faimos loc de pelerinaj din Republica Cehă. Complexul mănăstiresc din secolul al XIII-lea a fost reconstruit în stil baroc la mijlocul secolului al XVIII-lea, dar s-au păstrat unele părți din clădirile originale în stil romanic târziu.
Un reper este coloana mariană, situată vizavi de mănăstire. Este o coloană barocă care datează din 1676. În 1705, a fost extinsă cu patru statui de sfinți.
Alte monumente și obiective turistice din Velehrad includ Casa Velehrad a Sfinților Chiril și Metodiu (un centru de informare și un muzeu în fostele clădiri ale fermei), cimitirul Velehrad (cu multe personalități importante îngropate), Ruta de pelerinaj a Rozariului cu Căile Crucii (care leagă Velehrad de Staré Město) și multe alte statui mici de sfinți.

## Persoane notabile
- Otmar Oliva⁠(d) (n. 1952), sculptor; trăiește și lucrează aici[10][11]
- Franciszek Rychnowski (1850-1929), inginer chimist polonez